# Christiane Scrivener
Christiane Fries Scrivener, nata Christiane Fries (Mulhouse, 1º settembre 1925 – Boulogne-Billancourt, 8 aprile 2024), è stata una politica francese, prima donna ad essere Commissario europeo della Ue nel 1989 insieme alla greca Vasō Papandreou.

## Biografia
Membro del Partito repubblicano guidato da Valéry Giscard d'Estaing, Christiane Scrivener fece parte dei governi di Jacques Chirac e Raymond Barre tra il gennaio 1976 e il marzo 1978 come segretario di stato per la protezione dei consumatori. Svolgendo tale incarico introdusse una serie di riforme, tra cui nel 1978 una legge per la protezione e l'informazione dei consumatori di beni e servizi, nota come "legge Scrivener".
Tra il 1979 e il 1984 venne eletta al Parlamento europeo. Nel 1989 entrò a far parte della Commissione Delors II come commissario europeo per la fiscalità e l'unione doganale. Fu la prima donna a far parte della Commissione europea. Tra le varie iniziative, Scrivener presentò un progetto di riforma dell'IVA ("piano Delors-Scrivener"), che però venne bocciato dal Consiglio delle Comunità europee. Rimase commissario europeo anche nella Commissione Delors III tra il 1993 ed il 1995, ottenendo sia il portafoglio sulla fiscalità e l'unione doganale sia quello sulla protezione dei consumatori.

## Opere
- L'Europe, une bataille pour l'avenir (prefazione di Simone Veil), Plon, 1984